# Veliko prelo
Veliko prelo je kulturna manifestacija bačkih bunjevačkih Hrvata.
Iznikla je iz tradicionalnog hrvatskog narodnog običaja, prela, koje se održavalo u obiteljskim domovima na salašima, u vrijeme kada nije bilo velikih poljskih radova, a posebice u pokladno vrijeme.

Izvorno je prelo bio društveni događaj, okupljanje na kojem bi se skupili na jednom mjestu, pri čemu su žene prele vunu (po čemu se prelo i zove), a muškarci bi također bili nazočni tom događaju, i okupljeni seljani bi pričali i pripovijedali (vidi u Wječniku prelo).
U doba rastuće i agresivne politike mađarizacije koju su sprovodile ugarske vlasti nakon austro-ugarske i hrvatsko-ugarske nagodbe nad stanovništvom u ugarskom dijelu Monarhije, a posebice u "užoj" Ugarskoj, vođe ugarskih Hrvata su shvatili da je krajnji trenutak da se učini nešto radi zaustavljanja tih procesa. 

Odlučili su nekako zbiti hrvatske redove i došli su na zamisao o osnivanju društva s hrvatskim predznakom, ali asimilatorska politika to nije dopustila. Iz istih se razloga, u samom početku preporodnih kretanja kod ugarskih Hrvata, nakon što se shvatilo kakve će se ozbiljne probleme imati bude li se djelovalo pod hrvatskim imenom, uzelo se (vlastima neprovokativno) ime Bunjevaca i Šokaca, pod kojim su djelovala hrvatska društva, da bi se nekako krenulo s organiziranjem Hrvata i buđenjem i širenjem nacionalne svijesti, a neometano od režima. 

Tako su Ago Mamužić i suradnici utemeljili Pučku kasinu, ustanovu, koja je poslije, 1879. prva pokrenula jednu hrvatsku javnu manifestaciju u Bačkoj, na koju se privuklo i kojom se okupilo bunjevačke Hrvate, Veliko prelo.
Manifestacija se nastavila održavati na Marina, na 2. veljače (odatle i Marinsko prelo). Za vrijeme prvog i drugog svjetskog rata, nije bilo javne priredbe.
Netom nakon što je organizirana gradska, necrkvena Dužijanca 1968., zimi 1969. u Narodnom kazalištu je obnovljeno održavanje Marinskog prela, koje je onda dobilo i obilježje glazbene priredbe, na kojoj su gostovala poznata glazbenička imena. 

Veliku zaslugu za uspješnu obnovu tradicijske proslave Velikog prela 1970./1971. ima Naco Zelić.
Iduće prelo je organizirao HKUD Bunjevačko kolo. Prela su se održavala u subotičkoj Dvorani sportova sve do 1974., i onda je uslijedila velika stanka s organiziranjem glavne priredbe sve do 1990. i 1991.

Nakon 1991., Veliko prelo se održavalo po manjim prostorima, sve do 2006., kad se zbog iznimno naraslog zanimanja za ovu manifestaciju, održavanje vratilo u Dvoranu sportova.
Na pripremi i organiziranju Velikog prela osobito je radio Bela Ivković.

## Vanjske poveznice
- Medijska dokumentacija[neaktivna poveznica] Hrvatska riječ: Običaj koji živi, 19. siječnja 2007.